# Маршановка (Костанайская область)
Маршановка (каз. Маршанов) — село в Карасуском районе Костанайской области Казахстана. Входит в состав Черняевского сельского округа. Код КАТО — 395287500.

## Население
В 1999 году население села составляло 176 человек (90 мужчин и 86 женщин). По данным переписи 2009 года, в селе проживал 161 человек (83 мужчины и 78 женщин).